# Кобылин (город)
Кобылин (город) (пол. Kobylin) — город в Польше, входит в Великопольское воеводство, Кротошинский повят. Имеет статус городско-сельской гмины. Занимает площадь 4,92 км². Население 3018 человек (на 2004 год).

## Известные уроженцы и жители
- Глябэр, Анджей (?-1572) — учитель грамматики в Варшаве и Кракове.